# 大勒夫勒山

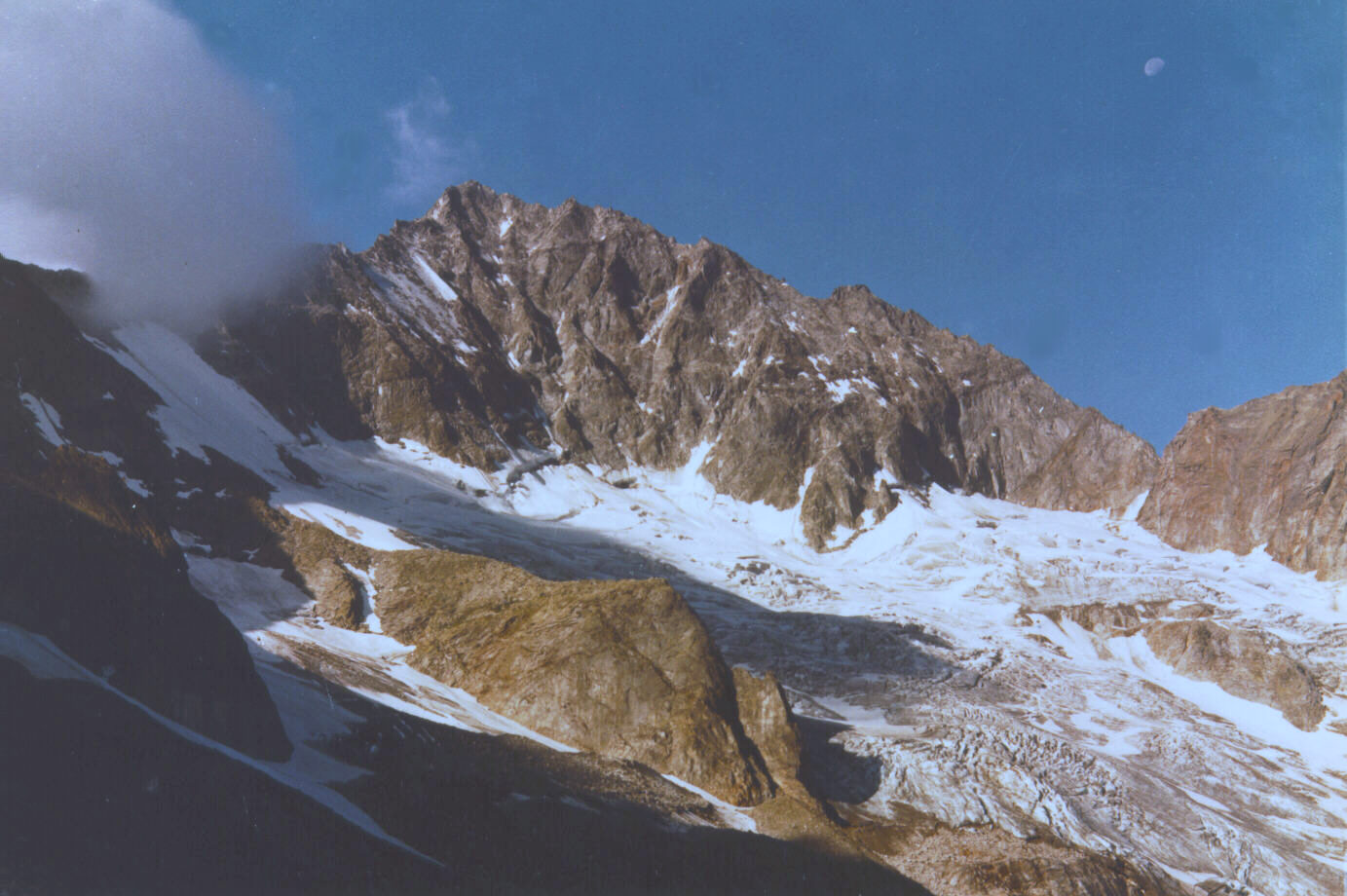

47°1′57″N 11°54′56″E / 47.03250°N 11.91556°E
大勒夫勒山（德語：Großer Löffler），是南歐的山峰，位於奥地利和意大利接壤的邊境，屬於齊勒塔爾阿爾卑斯山脈的一部分，海拔高度3,376米，人類在1843年9月12日首次登頂。